# Черноморский калкан
Черноморский калкан, или азовский калкан, или азовский ромб (лат. Scophthalmus maeoticus) — вид лучепёрых рыб семейства Scophthalmidae отряда камбалообразных. Если выделяют мелкую форму, обитающую в Азовском море, как подвид, то названия азовский калкан или азовский ромб относятся к нему.
По мнению некоторых исследователей, название Scophthalmus maeoticus является синонимом Scophthalmus maximus, или тюрбо.

## Внешний вид и поведение
У черноморского калкана тело высокое, высота его составляет 80 % длины (высота тела почти равна длине или даже больше), покрыто костными коническими бугорками. Глаза рыбы находятся на его левой (верхней) стороне. Нижняя часть (правая сторона) калкана белого цвета, глазная сторона буроватая, с красноватыми пятнами. Рыба не имеет чешуи. Также калкан обладает способностью для маскировки менять окраску в зависимости от цвета дна. Челюсти вооружены ровными щетинообразными зубами, расположенными в виде лент, зубы есть также и на сошнике.
Максимальная длина тела 85 см, а масса 12 кг.

## Ареал
Калкан водится только в Чёрном, Азовском морях и прилегающей части Мраморного моря, заходит в устья Днепра и Днестра. Черноморский калкан предпочитает песчаные (ракушечные) и илистые грунты и заселяет их до глубин свыше 100 м в районах побережья западного Крыма и Керченского предпроливья. В Азовском море обитает более мелкий подвид — азовский калкан. Зимой и летом держится на глубине, весной и осенью переходит на мелководье.
Мальки появляются в придонном слое на глубинах 2—10 м в августе, где обитают два-три месяца. После этого молодь калкана отходит от берегов. Взрослые особи (4—7 лет) в начале весны концентрируются для нереста на глубинах 30—70 м, в июле—августе они смещаются в сторону больших глубин, а в октябре вновь подходят к берегу для нагула.
Летом довольно крупную молодь калкана визуально можно наблюдать на дне непосредственно в пляжной зоне Азовского и Чёрного морей.

## Размножение и созревание
Обычно половозрелыми самцы становятся в возрасте 5—8 лет, самки — 6—11 лет. Размножается калкан в открытом море на глубине 25—70 м, при температуре 8—12 °C, с конца марта—апреля до второй половины июня, местами до конца июля. Разгар нереста в мае. Вымётывает от 2,5 до 13 млн икринок.
Калкан является самой плодовитой рыбой Чёрного моря. Высокая плодовитость способна компенсировать потери икринок и личинок от хищников и неблагоприятных природных условий.
Икринки — шарообразные прозрачные тельца диаметром 1,1—1,28 мм с маленькой жировой каплей диаметром 0,17—0,21 мм. Икра калкана плавучая, в морской воде держится ближе к поверхности. В 1 м³ воды ихтиологи находят от 1—2 до 8—10 икринок. Икринки рассеиваются течениями на большом пространстве так, что если на каком-то участке прибрежные воды оказались под воздействием неблагоприятных естественных или антропогенных факторов (например, загрязнений), то не все икринки одной особи погибают. Основная часть икринок поедается теми морскими организмами, которые питаются зоопланктоном. В результате из более чем 500 тысяч икринок выклёвывается не более 500 личинок. На протяжении первых 3—4 суток жизни у них сохраняется желточный мешок.
В возрасте 4—5 суток у личинок формируется рот, но у них ещё слабое зрение и они очень медленно двигаются. В этот период, называемый критическим, из 500 предличинок выживают 20—25. Остальные погибают от хищников и голода.
Через 15—20 дней после выклева из икры, личинки превращаются в мальков и оседают на дно. К осени выживают 5—6 молодых калканов, с длиной тела 6—7 см. Зимуют на глубинах 20—30 м.
Весной годовалый калкан возвращается в прибрежную зону. Его длина составляет около 10 см, а к осени достигнет 14—16 см. Основную пищу составляют донные рыбы, ракообразные, некоторые моллюски. В этом возрасте он практически не имеет врагов, кроме акулы-катрана.
Вторая зимовка проходит на глубинах 40—50 метров. К весне достигает длины тела 18—20 см, и снова возвращается в прибрежную зону.
В возрасте 4 лет достигает длины тела 30—35 см. В этом возрасте начинают нереститься некоторые особи. Зимует на глубинах до 110 метров.

## Питание
Калкан — хищная рыба. Она питается мелкой рыбой, мелкими ракообразными, моллюсками. Взрослый калкан питается главным образом донной рыбой и крабами: султанкой, хамсой, шпротом, ставридой, черноморской пикшей, тюлькой, сельдью, молодь — в основном ракообразными.
Взрослый калкан поедает в сутки не менее 150 г рыбы.

## Хозяйственное значение
Черноморский калкан — ценная промысловая рыба, имеющая очень вкусное мясо. В Турции один килограмм калкана стоит около 15 долларов.
В 1960-е годы добыча калкана у берегов Крыма составляла 2—3 тыс. тонн в год. С середины 1970-х годов её запасы стали сокращаться, и в 1986 году промысел этого вида рыбы был запрещён по причине почти полного исчезновения в зоне СССР.
Калкана ловят ставными сетями и ярусами. Высыпают крупноячеистые донные сети поперёк миграционных путей калкана на нерест в марте-мае в северо-западном шельфе Чёрного моря. Это традиционный способ лова черноморского калкана. По современным технологиям лова, на пути миграции калкана высыпают сотни километров сеток. Современный неуправляемый промысел серьёзно подрывает запасы этой ценнейшей рыбы Чёрного моря, для которой шельфовые воды России представляют собой наиболее благоприятную среду для нереста и нагула. В донные сети попадаются белуга, осётр, катран и дельфин-азовка.